# Horodyszcze Wielkie (Białoruś)
Horodyszcze Wielkie (biał. Вялікае Гарадзішча; ros. Великое Городище) – wieś na Białorusi, w obwodzie brzeskim, w rejonie lachowickim, w sielsowiecie Olchowce, przy drodze republikańskiej .

## Historia
W dwudziestoleciu międzywojennym leżało w Polsce, w województwie nowogródzkim, w powiecie baranowickim, w gminie Krzywoszyn. W 1921 miejscowość liczyła 288 mieszkańców, zamieszkałych w 56 budynkach, w tym 224 Białorusinów i 64 Polaków. 280 mieszkańców było wyznania prawosławnego i 8 rzymskokatolickiego.
Po II wojnie światowej w granicach Związku Sowieckiego. Od 1991 w niepodległej Białorusi.